# Daniel Gibson
Daniel Hiram Gibson Sr. (Houston, Texas, 27 de fevereiro de 1986) é um ex-jogador profissional de basquetebol norte-americano que atuava pelo Cleveland Cavaliers na NBA.  